# Krisztina Gyimes
Krisztina Gyimes (22 maja 1992 w Győrze) – węgierska wioślarka.

## Osiągnięcia
- Mistrzostwa Świata Juniorów – Brive-la-Gaillarde 2009 – jedynka – 8. miejsce[1].
- Mistrzostwa Świata Juniorów – Račice 2010 – jedynka – 8. miejsce[1].
- Mistrzostwa Europy – Montemor-o-Velho 2010 – czwórka podwójna – 8. miejsce[1].